# Йоноска, Наташа
Наташа Йоноска (макед. Наташа Јоноска; род. 1961) — северомакедонский математик и профессор Южно-Флоридского Университета, известная своими работами в области ДНК-вычислений. Её исследования посвящены тому, как выполнять вычисления с помощью биологии, «в частности, используя формальные модели, такие как клеточные или другие конечные типы автоматов, символическую динамику теории формального языка и теорию топологических графов для описания молекулярных вычислений».
Она получила степень бакалавра математики и информатики в университете Святых Кирилла и Мефодия в Скопье в Югославии (ныне Северная Македония) в 1984 году. Докторскую степень по математике она получила в Бингемтонском университете в 1993 году, защитив диссертацию «Синхронизация представлений софических систем». Её научным руководителем был Том Хед.
В 2007 году она получила Rosenberg Tulip Awar в области вычислений ДНК за свою работу в области применения теории автоматов и теории графов к нанотехнологиям ДНК. В 2014 году она была избрана членом AAAS за достижения в понимании обработки информации при молекулярной самосборке. Она член правления многих журналов, включая Theoretical Computer Science, International Journal of Foundations of Computer Science, Computability и Natural Computing. В 2022 году она была удостоена стипендии Саймонса.
В 2013 году с её участием был построен биологический компьютер.

## Избранные публикации
- J. Chen, N. Jonoska, G. Rozenberg, (eds). Nanotechnology: Science and Computing, Springer- Verlag 2006.
- N. Jonoska, Gh. Paun, G. Rozenberg, (eds.). Aspects of Molecular Computing LNCS 2950, Springer-Verlag 2004.
- N. Jonoska, N.C. Seeman, (eds.). DNA Computing, Revised papers from the 7th International Meeting on DNA-Based Computers, LNCS 2340, Springer-Verlag 2002.